# Rives-du-Loir-en-Anjou
Rives-du-Loir-en-Anjou est une commune française située dans le département de Maine-et-Loire, en région Pays de la Loire, résultant de la fusion — au 1er janvier 2019 — des communes de Soucelles et Villevêque.

## Géographie

### Situation
Rives-du-Loir-en-Anjou est située de part et d'autre de la rivière le Loir, dans la partie septentrionale du département de Maine-et-Loire.[réf. nécessaire]
| Tiercé    | Tiercé                                   | Montreuil-sur-Loir      |
| Briollay  | Rives-du-Loir-en-Anjou                   | Corzé                   |
| Écouflant | Verrières-en-Anjou, Le Plessis-Grammoire | Sarrigné, Loire-Authion |

### Climat
Pour des articles plus généraux, voir Climat des Pays de la Loire et Climat de Maine-et-Loire.
En 2010, le climat de la commune est de type climat océanique altéré, selon une étude du CNRS s'appuyant sur une série de données couvrant la période 1971-2000. En 2020, Météo-France publie une typologie des climats de la France métropolitaine dans laquelle la commune est exposée à un climat océanique et est dans la région climatique Moyenne vallée de la Loire, caractérisée par une bonne insolation (1 850 h/an) et un été peu pluvieux.
Pour la période 1971-2000, la température annuelle moyenne est de 12 °C, avec une amplitude thermique annuelle de 14 °C. Le cumul annuel moyen de précipitations est de 641 mm, avec 11,4 jours de précipitations en janvier et 5,9 jours en juillet. Pour la période 1991-2020, la température moyenne annuelle observée sur la station météorologique de Météo-France la plus proche, sur la commune de Montreuil-sur-Loir à 6 km à vol d'oiseau, est de 12,3 °C et le cumul annuel moyen de précipitations est de 697,3 mm,. Pour l'avenir, les paramètres climatiques de la commune estimés pour 2050 selon différents scénarios d'émission de gaz à effet de serre sont consultables sur un site dédié publié par Météo-France en novembre 2022.
| Mois                                  | jan.            | fév.           | mars           | avril         | mai             | juin          | jui.           | août           | sep.           | oct.            | nov.          | déc.             | année     |
| ------------------------------------- | --------------- | -------------- | -------------- | ------------- | --------------- | ------------- | -------------- | -------------- | -------------- | --------------- | ------------- | ---------------- | --------- |
| Température minimale moyenne (°C)     | 2,5             | 1,9            | 3,8            | 5,4           | 9,1             | 12,1          | 13,7           | 13,5           | 10,5           | 8,4             | 5             | 2,7              | 7,4       |
| Température moyenne (°C)              | 5,6             | 6              | 8,7            | 11            | 14,6            | 18            | 19,9           | 19,8           | 16,5           | 12,9            | 8,6           | 5,9              | 12,3      |
| Température maximale moyenne (°C)     | 8,7             | 10             | 13,5           | 16,5          | 20,2            | 23,9          | 26,1           | 26             | 22,4           | 17,5            | 12,2          | 9,1              | 17,2      |
| Record de froid (°C) date du record   | −19 17.01.1987  | −14 25.02.1986 | −11,5 01.03.05 | −4,1 11.04.03 | −1,5 05.05.1979 | 1,9 01.06.06  | 5,1 02.07.1979 | 4,5 29.08.1989 | 1,1 28.09.1990 | −4,5 30.10.1997 | −9 23.11.1993 | −11,5 30.12.1996 | −19 1987  |
| Record de chaleur (°C) date du record | 16,6 13.01.1993 | 22,3 27.02.19  | 24,7 19.03.05  | 29,6 30.04.05 | 32,4 28.05.17   | 38,8 29.06.19 | 40,3 23.07.19  | 39,5 10.08.03  | 33,2 06.09.06  | 30,4 02.10.11   | 22,1 07.11.15 | 18,2 16.12.1989  | 40,3 2019 |
| Précipitations (mm)                   | 67              | 53             | 52,2           | 52,7          | 56,5            | 45,5          | 46,5           | 51,5           | 55,9           | 72,7            | 70,3          | 73,5             | 697,3     |

## Urbanisme

### Typologie
Au 1er janvier 2024, Rives-du-Loir-en-Anjou est catégorisée bourg rural, selon la nouvelle grille communale de densité à sept niveaux définie par l'Insee en 2022.
Elle appartient à l'unité urbaine de Rives-du-Loir-en-Anjou, une unité urbaine monocommunale constituant une ville isolée,. Par ailleurs la commune fait partie de l'aire d'attraction d'Angers, dont elle est une commune de la couronne,. Cette aire, qui regroupe 81 communes, est catégorisée dans les aires de 200 000 à moins de 700 000 habitants,.

### Logement
En 2020, le nombre total de logements dans la commune était de 2 291, alors qu'il était de 2 168 en 2014 et de 2 123 en 2009.
Parmi ces logements, 93,5 % étaient des résidences principales, 1,3 % des résidences secondaires et 5,2 % des logements vacants. Ces logements étaient pour 95,6 % d'entre eux des maisons individuelles et pour 3,9 % des appartements.
Le tableau ci-dessous présente la typologie des logements à Rives-du-Loir-en-Anjou en 2020 en comparaison avec celle du Maine-et-Loire et de la France entière. Une caractéristique marquante du parc de logements est ainsi une proportion de résidences secondaires et logements occasionnels (1,3 %) inférieure à celle du département (3,2 %) et surtout à celle de la France entière (9,7 %). Concernant le statut d'occupation des résidences principales, 80,7 % des habitants de la commune sont propriétaires de leur logement (81,1 % en 2014), contre 60,4 % pour le Maine-et-Loire et 57,5 pour la France entière.
| Typologie                                               | Rives-du-Loir-en-Anjou | Maine-et-Loire | France entière |
| ------------------------------------------------------- | ---------------------- | -------------- | -------------- |
| Résidences principales (en %)                           | 93,5                   | 90,3           | 82,1           |
| Résidences secondaires et logements occasionnels (en %) | 1,3                    | 3.2            | 9,7            |
| Logements vacants (en %)                                | 5,2                    | 6,6            | 8,2            |

### Voies de communication et transports
La commune est desservie par les lignes 32 et IrigoTaxi 3 du réseau Irigo, ainsi que par la 402 du réseau régional Aléop.
Un service de transport scolaire est disponible pour les communes de La Chapelle-Saint-Laud, Marcé, Seiches-sur-le-Loir, Soucelles, Villevêque, Corzé, Pellouailles-les-Vignes, Saint-Sylvain-d'Anjou et Angers.[réf. nécessaire]

## Toponymie
Le nom de cette commune nouvelle fait référence à sa position géographique en bordure du Loir, dans l'ancienne province d'Anjou.

## Histoire
La commune est créée au 1er janvier 2019 par un arrêté préfectoral du 8 novembre 2018. Son chef-lieu est fixé à la mairie de Villevêque.

## Politique et administration

### Administration municipale
| Période         | Période                   | Identité   | Étiquette | Qualité                                            |
| --------------- | ------------------------- | ---------- | --------- | -------------------------------------------------- |
| 10 janvier 2019 | En cours (au 29 mai 2020) | Éric Godin | SE        | Fonctionnaire Ancien adjoint au maire de Soucelles |

### Communes déléguées
| Nom                | Code Insee | Intercommunalité       | Superficie (km2) | Population (dernière pop. légale) | Densité (hab./km2) |
| ------------------ | ---------- | ---------------------- | ---------------- | --------------------------------- | ------------------ |
| Villevêque (siège) | 49377      | Angers Loire Métropole | 28,03            | 2 943 (2016)                      | 105                |
| Soucelles          | 49337      | Angers Loire Métropole | 19,2             | 2 560 (2016)                      | 133                |

## Population et société

### Démographie

#### Évolution démographique
L'évolution du nombre d'habitants est connue à travers les recensements de la population effectués dans la commune depuis 2016. Pour les communes de moins de 10 000 habitants, une enquête de recensement portant sur toute la population est réalisée tous les cinq ans, les populations de référence des années intermédiaires étant quant à elles estimées par interpolation ou extrapolation. Pour la commune, le premier recensement exhaustif entrant dans le cadre du nouveau dispositif a été réalisé en 2016.

En 2022, la commune comptait 5 642 habitants, en évolution de +2,53 % par rapport à 2016 (Maine-et-Loire : +2,12 %, France hors Mayotte : +2,11 %).
| 2016  | 2021  | 2022  |
| ----- | ----- | ----- |
| 5 503 | 5 641 | 5 642 |

#### Pyramide des âges
La population de la commune est relativement jeune. En 2020, le taux de personnes d'un âge inférieur à 30 ans s'élève à 35,7 %, soit un taux inférieur à la moyenne départementale (36,9 %). Le taux de personnes d'un âge supérieur à 60 ans (24,5 %) est inférieur au taux départemental (26,1 %).
En 2020, la commune comptait 2 758 hommes pour 2 884 femmes, soit un taux de 51,12 % de femmes, inférieur au taux départemental (51,49 %).
Les pyramides des âges de la commune et du département s'établissent comme suit :
| Hommes | Classe d’âge | Femmes |
| ------ | ------------ | ------ |
| 0,6    | 90 ou +      | 1,4    |
| 5,9    | 75-89 ans    | 6,3    |
| 17,7   | 60-74 ans    | 17,2   |
| 22,5   | 45-59 ans    | 20,4   |
| 17,4   | 30-44 ans    | 19,2   |
| 14,2   | 15-29 ans    | 14,5   |
| 21,8   | 0-14 ans     | 20,9   |

| Hommes | Classe d’âge | Femmes |
| ------ | ------------ | ------ |
| 0,9    | 90 ou +      | 2,1    |
| 7      | 75-89 ans    | 9,5    |
| 16,2   | 60-74 ans    | 16,9   |
| 19,4   | 45-59 ans    | 18,7   |
| 18,2   | 30-44 ans    | 17,5   |
| 18,8   | 15-29 ans    | 17,6   |
| 19,5   | 0-14 ans     | 17,6   |

## Culture locale et patrimoine

### Lieux et monuments
- Chapelle de la Roche-Foulques (Soucelles), des XIIe, XVIe et XVIIIe siècles[20].
- Château de Soucelles[21].
- Château de Villevêque.
- Église Saint-Pierre de Villevêque.

### Personnalités liées à la commune
- Samuel Albert (1988-), gagnant de Top Chef 2019, a grandi à Soucelles[22].